# Верхняя Сыромятническая улица
Ве́рхняя Сыромя́тническая улица — улица в Басманном и Таганском районах Центрального административного округа города Москвы. Проходит от Земляного Вала до Горьковского и Курского направлений Московской железной дороги.

## Название
Своё название получила в конце XVIII — начале XIX века по Сыромятнической дворцовой конюшенной слободе, возникшей в XVI веке. Слобода была заселена ремесленниками, изготовлявшими из сыромятной кожи конскую сбрую. До постройки Московско-Курской железной дороги являлась единой с Нижней Сыромятнической улицей Сыромятнической улицей.

## Описание

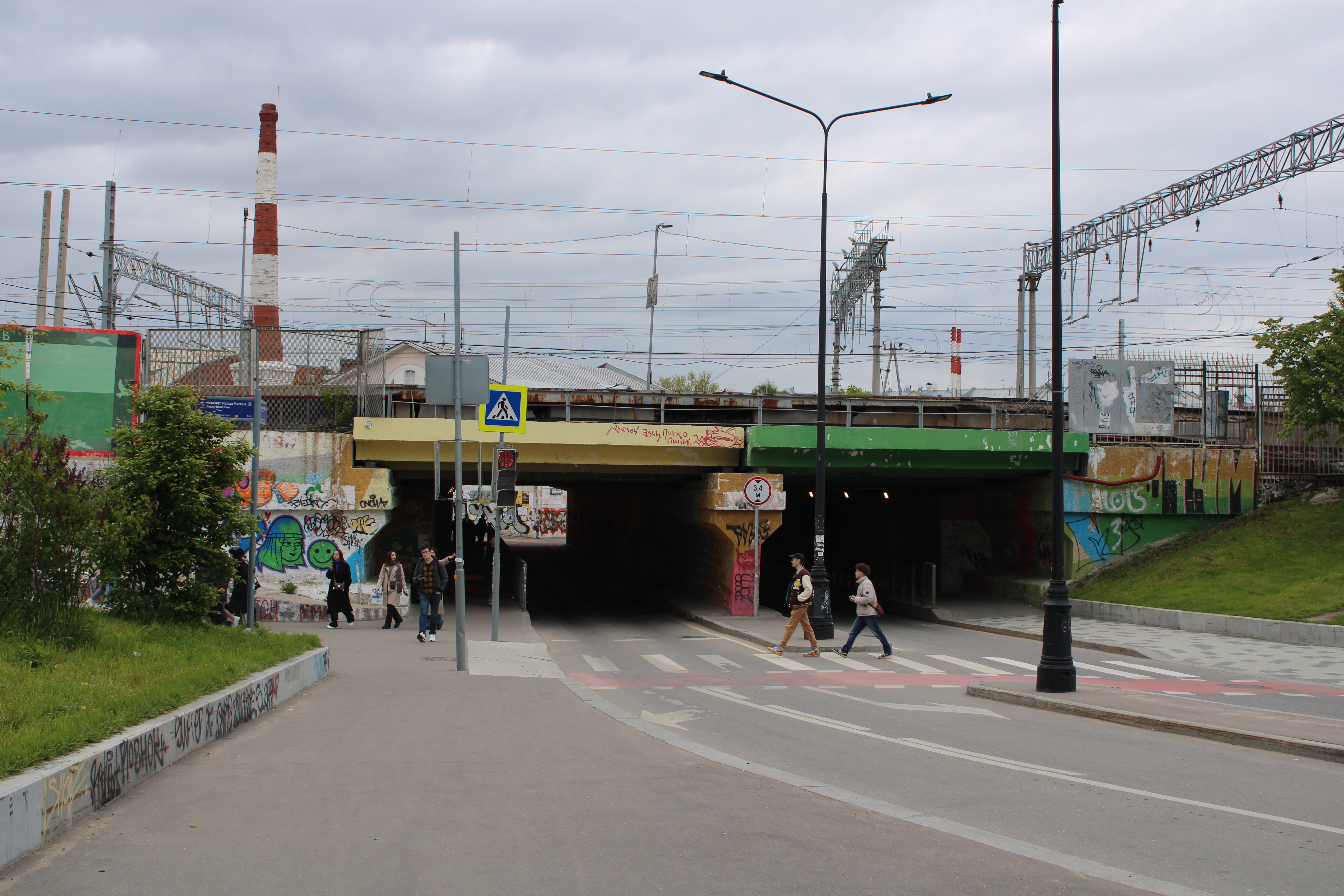
Троицкий путепровод

Верхняя Сыромятническая улица начинается от улицы Земляной Вал на внешней стороне Садового кольца напротив улицы Воронцово Поле, проходит на восток, слева к ней примыкает Верхний Сусальный переулок, а справа — 2-й и 3-й Сыромятнические переулки. Последний является фактически продолжением магистрали, а улица при этом сворачивает на северо-восток и входит в Троицкий путепровод под железнодорожными линиями Курского вокзала. По другую сторону путепровода раздваивается и продолжается как 4-й Сыромятнический и Мрузовский переулки.

## Примечательные здания и сооружения
По нечётной стороне:
По чётной стороне:
- № 2 — Жилой дом. Здесь жил футболист Эдуард Стрельцов[1]. Первый этаж здания занимает ювелирный центр «Голден гросс».
- № 16 — Особняк Р. Б. Шена (1894, архитекторы В. И. Чагин и Б. В. Фрейденберг)